# Biuro Informacji Kredytowej
Biuro Informacji Kredytowej S.A. (BIK) – przedsiębiorstwo założone przez Związek Banków Polskich i prywatne banki, którego zadaniem jest gromadzenie, integrowanie i udostępnianie danych dotyczących historii kredytowej klientów banków, SKOK-ów, a także pozabankowych firm pożyczkowych.

## Regulacje prawne
Biuro Informacji Kredytowej S.A. działa na podstawie art. 105 ust. 4 ustawy z dnia 29 sierpnia 1997 r. Prawo bankowe (Dz.U. z 2021 r. poz. 2439). Zgodnie z tym przepisem, banki wspólnie z bankowymi izbami gospodarczymi mogą utworzyć instytucję upoważnioną do gromadzenia, przetwarzania i udostępniania:
- bankom informacji stanowiących tajemnicę bankową w zakresie, w jakim informacje te są potrzebne w związku z wykonywaniem czynności bankowych oraz w związku ze stosowaniem metod wewnętrznych oraz innych metod i modeli, o których mowa w części trzeciej rozporządzenia nr 575/2013;
- innym instytucjom, ustawowo upoważnionym do udzielania kredytów, informacji stanowiących tajemnicę bankową w zakresie, w jakim informacje te są niezbędne w związku z udzielaniem kredytów, pożyczek pieniężnych, gwarancji bankowych i poręczeń;
- instytucjom kredytowym informacji stanowiących tajemnicę bankową w zakresie niezbędnym do oceny zdolności kredytowej konsumenta, o której mowa w art. 9 ustawy z dnia 12 maja 2011 r. o kredycie konsumenckim;
- instytucjom pożyczkowym i podmiotom, o których mowa w art. 59d ustawy z dnia 12 maja 2011 r. o kredycie konsumenckim na zasadzie wzajemności, informacji stanowiących odpowiednio tajemnicę bankową oraz informacje udostępnione przez instytucje pożyczkowe oraz podmioty, o których mowa w art. 59d ustawy z dnia 12 maja 2011 r. o kredycie konsumenckim, w zakresie niezbędnym do oceny zdolności kredytowej konsumenta, o której mowa w art. 9 tej ustawy, i analizy ryzyka kredytowego.

Informacje gromadzone i udostępniane przez Biuro Informacji Kredytowej S.A. z siedzibą w Warszawie obejmują dane osobowe chronione rozporządzeniem Parlamentu Europejskiego i Rady (UE) 2016/679 z dnia 27 kwietnia 2016 r. w sprawie ochrony osób fizycznych w związku z przetwarzaniem danych osobowych i w sprawie swobodnego przepływu takich danych oraz uchylenia dyrektywy 95/46/WE (RODO). Zgodnie z zapisami Rozporządzenia, przetwarzanie danych osobowych jest dopuszczalne między innymi wtedy, kiedy zezwalają na to przepisy prawa. Takim szczególnym upoważnieniem ustawowym dla Biura Informacji Kredytowej S.A. do przetwarzania danych osobowych (w tym danych obejmujących tajemnicę bankową) jest art. 105 ust. 4 oraz art. 105a ustawy z dnia 29 sierpnia 1997 r. Prawo bankowe.
Wejście w życie ustawy o udostępnianiu informacji gospodarczych i wymianie danych gospodarczych wpłynęło na możliwość nawiązania współpracy z Biurami Informacji Gospodarczej i związanym z tym poszerzeniem zawartości informacyjnej raportów kredytowych o dane zgromadzone w tych Biurach.
Biuro Informacji Kredytowej S.A. jako instytucja, której funkcjonowanie reguluje Prawo bankowe, może na podstawie art. 12a ust. 3 ustawy z 19 sierpnia 2011 r. o usługach płatniczych (Dz.U. z 2025 r. poz. 611) gromadzić i udostępniać wydawcom instrumentów płatniczych informacje dotyczące użytkowników instrumentów płatniczych.

## Zadania
Zadaniem Biura Informacji Kredytowej jest gromadzenie i udostępnianie danych o spłaconych i aktualnie spłacanych zobowiązaniach kredytowych, przez które należy rozumieć kredyty, pożyczki, karty kredytowe, limity, poręczenia kredytów.
Dane z BIK są wykorzystywane przez instytucje sektora finansowego do zarządzania ryzykiem kredytowym, ograniczania ryzyka wyłudzeń  kredytów i monitorowania zadłużenia. W głównej mierze służą do potwierdzenia wiarygodności finansowej konsumenta bądź przedsiębiorcy ubiegającego się o finansowanie. BIK przetwarza zarówno informacje pozytywne jak i negatywne. Dla kredytodawców dostęp do tego typu informacji jest wsparciem procesu kredytowego. Informacje dotyczące historii kredytowej potencjalnego klienta pozyskane z BIK służą właściwej analizie kredytowej zarówno konsumentów jak i osób fizycznych.
Biuro Informacji Kredytowej przygotowuje Raport Kredyt Trendy, który prezentuje wybrane cechy charakteryzujące polski rynek kredytów konsumpcyjnych, mieszkaniowych i kart kredytowych. Zawiera on analizy dotyczące portfela kredytowego sektora bankowego (z uwzględnieniem SKOK-ów) oraz firm z sektora pożyczkowego, przeprowadzane w różnych ujęciach i przekrojach. Raport prezentuje wyniki analiz przeprowadzonych na podstawie zawartości baz informacyjnych BIK.
BIK publikuje raz w miesiącu Newsletter Kredytowy BIK, czyli informacje podsumowujące co miesiąc cały rynek kredytowy w Polsce. Raport zawiera statystyki z aktualnego stanu baz BIK, które opierają się na danych przekazywanych do BIK przez instytucje finansowe (banki komercyjne i spółdzielcze oraz SKOK-i). Jest to materiał analityczny z opracowany przez zespół analityków Departamentu Business Intelligence w Biurze Informacji Kredytowej.
Biuro Informacji Kredytowej cyklicznie przekazuje także informacje dotyczące rynku mieszkaniowego BIK Indeks. Wskaźnik BIK Indeks - PKM obliczany jest w przeliczeniu na dzień roboczy po wyłączeniu zapytań o kredyty mieszkaniowe na kwoty przekraczające 1 mln zł oraz zapytań o tego samego klienta w kolejnych 90 dniach. Metodyka indeksu została opracowana przez Biuro Informacji Kredytowej we współpracy z Instytutem Rozwoju Gospodarczego SGH. Indeks publikowany jest co miesiąc.

## Instytucje współpracujące
Z BIK współpracują wszystkie banki komercyjne i spółdzielcze w Polsce oraz kilkadziesiąt firm pożyczkowych. Wspólnie z Biurem Informacji Gospodarczej InfoMonitor, Biuro Informacji Kredytowej tworzą Grupę BIK. Grupa BIK działa na rzecz całego systemu bankowego w Polsce. Wymienia informacje pomiędzy sektorem bankowym i przedsiębiorcami wszystkich branż.

## Historia
W 1991 r. z inicjatywy Związku Banków Polskich powstał „Bankowy rejestr klientów czasowo niewywiązujących się z zobowiązań”. Uchwalona w 1997 r. ustawa Prawo bankowe pozwoliła na wzajemną wymianę informacji o kredytobiorcach pomiędzy bankami. W tym samym roku utworzone zostało Biuro Informacji Kredytowej, instytucja, której podstawowym zadaniem jest pośrednictwo w przekazywaniu informacji o rzetelności kredytowej klientów. Systemy wymiany informacji kredytowej wpisały się w architekturę instytucjonalną rozwiniętej gospodarki rynkowej, zarówno w Europie jak i na świecie. Obecnie w systemach wymiany informacji BIK uczestniczy ponad 680 instytucji.
System wymiany informacji w Polsce kształtował się przez kilka lat. Jego podstawą jest tzw. zasady wzajemności, która gwarantuje, iż wszystkie zdefiniowane informacje gromadzone są w jednym miejscu i są dostępne dla uczestników systemu, którzy ten system również zasilają danymi. Z początkiem 2000 r. baza została zarejestrowana przez Generalnego Inspektora Ochrony Danych Osobowych (GIODO). W listopadzie tego samego roku został udostępniony System Informacji BIK – Klient Indywidualny. Pierwsze dane o zaciągniętych kredytach pojawiły się w BIK w 2001 r., a w następnych latach liczba danych przekazywanych do baz stale wzrastała. Aktualnie zasoby informacyjne BIK dotyczą ponad 137 mln rachunków kredytowych należących do 23 mln Polaków.
W lutym 2004 r. Biuro Informacji Kredytowej udostępniło kolejną usługę – ocenę punktową (scoring kredytowy). Kolejnym etapem rozwoju wymiany informacji kredytowej, było wprowadzenie Systemu Informacji BIK – Przedsiębiorca, dzięki któremu możliwa stała się ocena wiarygodności i zdolności kredytowej firm. W 2013 roku w corocznym raporcie „Doing Business” eksperci Banku Światowego ocenili, że Polska jest obecnie jednym z liderów zarówno w regionie, jak w skali światowej pod względem jakości systemu wymiany informacji kredytowej. Polskie rozwiązania, wypracowane w ramach systemów Biura Informacji Kredytowej, otrzymały maksymalną, 6-punktową notę.
W kwietniu 2013 r. Biuro Informacji Kredytowej uruchomiło nowy portal internetowy dla konsumentów. Portal ten umożliwia użytkownikom wgląd do własnej historii kredytowej, aktywowanie Alertu chroniącego przed wyłudzeniem kredytu. Użytkownicy są też informowani w przypadku pogarszającej się historii kredytowej, a także mogą zastrzec on-line utracony dowód osobisty w bazie Dokumenty Zastrzeżone prowadzonej przez Związek Banków Polskich.
W 2016 roku BIK uruchomił platformę antyfraudową, którą rozbudowuję o kolejne funkcjonalności. Platforma antyfraudowa otrzymała tytuł HIT Roku w rankingu Techno Biznes 2017 przygotowywanym przez Gazetę Bankową.

## Rola społeczna
Istotną korzyścią wynikającą z systemu wymiany informacji kredytowej jest przeciwdziałanie zjawisku nadmiernego zadłużenia. Wymiana informacji na temat aktualnych zobowiązań pozwala ocenić rzeczywistą zdolność kredytową i stopień obciążenia klienta obsługą długu i pożyczać pieniądze tym, którzy będą w stanie spłacać kolejne zobowiązanie.
Działalność Biura Informacji Kredytowej ogranicza „asymetrię informacyjną” pomiędzy kredytodawcą, a kredytobiorcą. Dostęp konsumentów do danych zgromadzonych w BIK na ich temat zmniejsza przewagę informacyjną banku.
Blisko 90% danych zgromadzonych w BIK to informacje pozytywne, świadczące o terminowym regulowaniu zobowiązań kredytowych przez klientów instytucji finansowych. Dane te pozwalają klientom budować pozytywną historię kredytową będącą potwierdzeniem ich rzetelności i wiarygodności finansowej.
BIK prowadzi również akcję społeczną nieskradzione.pl. Jest to ogólnopolska akcja edukacyjna realizowana wspólnie z Komendą Główną Policji będąca odpowiedzią na rosnące zagrożenie związane z kradzieżą tożsamości. W ramach akcji przygotowano m.in. dedykowany portal informacyjny zawierający szereg tekstów poradnikowych o ochronie tożsamości i konsekwencjach związanych z jej utratą.

## Scoring (ocena punktowa)
Scoring BIK to metoda punktowej oceny ryzyka kredytowego. Określa ona wiarygodność kredytową osoby na podstawie porównania jej profilu z profilami innych klientów, którzy otrzymali kredyty. Im bardziej profil potencjalnego klienta jest podobny do profilów osób spłacających terminowo swoje kredyty, tym wyższą ocenę otrzymuje.
Liczba punktów jest wyliczana przy użyciu specjalnej formuły matematycznej, na podstawie szerokiego zakresu informacji dotyczących historii i aktywności kredytowej klienta. Informacje te obejmują zarówno negatywne, jak i pozytywne zdarzenia w jego historii kredytowej. Dane te można ująć w cztery kategorie informacji: jakość kredytów, aktywność kredytową, wykorzystanie limitów kredytowych oraz częstotliwość ubiegania się o kredyty.
W 2018 roku zmieniono sposób prezentacji oceny punktowej. W przeszłości przedstawiano ją w formie gwiazdek (maksymalnie 5 gwiazdek), które przydzielano w zależności od ilości przyznanych punktów (192-631 pkt.). W celu uproszczenia, ocena jest obecnie prezentowana tylko w skali punktowej, od 1 do 100 punktów.
Niezależnie od oceny scoringowej BIK, każda z instytucji udzielających kredytów może stosować także swój własny system oceny klientów.
W związku z wejściem w życie ustaw RODO (25.05.2018r.) zmieniono sposób wglądu w raport BIK, wcześniej można było pobrać raport w formie "informacji ustawowej", po wprowadzeniu nowych przepisów należy wnioskować o udostępnienie "kopii danych". W praktyce proces ten jest wydłużony, przez co pojawiły się płatne usługi pozyskiwania raportu.

## Usuwanie danych z BIK
Za zapewnienie poprawności i wiarygodności informacji dostarczanych do Biura Informacji Kredytowej odpowiedzialne są same banki i firmy udzielające kredytów konsumenckich. Jedynie instytucja, która przekazała do BIK daną informację o kliencie, może dokonać jakichkolwiek zmian i korekt, jeśli dane są nieaktualne.   
Podstawy przekazywania danych do Biura Informacji Kredytowej są ściśle określone przez Prawo bankowe, które reguluje też możliwości ich usunięcia.
Usunięcie historii kredytowej z BIK jest możliwe tylko w przypadku zobowiązań spłaconych i zamkniętych, w których nie nastąpiło opóźnienie w spłacie powyżej 60 dni, czyli danych pozytywnych, natomiast dane negatywne są usuwane 5 lat po spłacie. Zachowane dane pozytywne są potwierdzeniem wiarygodności i rzetelności kredytowej, i ułatwiają uzyskanie kolejnego kredytu na lepszych warunkach. Biuro Informacji Kredytowej może także korzystać z otrzymanych danych w celach statystycznych przez okres nie dłuższy niż 12 lat.